# Heinz Neumann
Heinz Neumann, talvolta indicato come Heinz-Werner Neumann (Berlino, 6 luglio 1902 – Unione Sovietica, 26 novembre 1937), è stato un politico e giornalista tedesco.
Fu un dirigente del Partito Comunista di Germania (KPD) e suo rappresentante presso il Comintern, caporedattore del quotidiano di partito Die Rote Fahne e membro del Reichstag.
Dopo essere stato uno dei massimi dirigenti del KPD nel periodo 1928-1932, gli fu attribuita la responsabilità della scarsa efficacia della politica del partito di fronte all'impetuosa avanzata dei nazisti, cosicché fu estromesso nel maggio 1932. Caduto in disgrazia, dopo essere stato esiliato insieme alla compagna Margarete Buber-Neumann, fu fucilato nel 1937 in Unione Sovietica nell'ambito delle Grandi purghe.
La storiografia considera Neumann un capro espiatorio di errori condivisi con l'intera direzione del partito e il suo segretario Ernst Thälmann, nonché con il Comintern e Stalin.

## Biografia

### 1920-1927
Proveniente da una famiglia della classe media, Heinz Neumann entrò in contatto con idee marxiste durante gli studi di filologia e nel 1920 venne accettato nel Partito Comunista di Germania (KPD) dall'allora segretario generale Ernst Reuter. L'anno successivo Heinz iniziò a scrivere articoli per vari giornali vicini al KPD, e nel 1922, dopo aver abbandonato gli studi divenne editore del "Die Rote Fahne". Neumann passò sei mesi in carcere, dove imparò il russo, così che alla fine del 1922, durante un viaggio in Unione Sovietica, poté parlare con i funzionari del partito sovietico, incluso Stalin, senza interprete. Neumann lavorò a stretto contatto con loro fino al 1932.
Appartenente all'ala sinistra del KDP guidata da Ruth Fischer, nel 1923 si alleò con Arthur Ewert e Gerhart Eisler e divenne leader del partito nel distretto della regione di Meclemburgo. Dopo la rivolta di Amburgo, Neumann fuggì a Vienna e da lì fu espulso in Unione Sovietica nel 1925, dove sostituì Iwan Katz come rappresentante del KPD al Comintern. Da Mosca, fino al 1927, Neumann svolse un ruolo importante nella sostituzione di Ruth Fischer e Arkadi Maslow dalla direzione del partito, mossa che portò il KPD sotto il controllo di Stalin e del Comitato centrale del Partito Comunista dell'Unione Sovietica (PCUS). Dal luglio al dicembre del 1927 rappresentò il Comintern in Cina. Con il comunista georgiano Vissarion Lominadze organizzò la rivolta di Canton dell'11 dicembre 1927, che si rivelò un fallimento e durante la quale vennero uccisi circa 20000 comunisti.

### Ritorno in Germania
Nel 1928, Neumann tornò in Germania in seguito allo scoppio dell'affare Wittorf e insieme a Ernst Thälmann e Hermann Remmele divenne uno dei capi del KPD e anche redattore capo di Die Rote Fahne. A seguito delle elezioni del 1930 ottenne un seggio al Reichstag. In qualità di "capo ideologo" della linea di estrema sinistra del partito, Neumann iniziò una lotta contro i nazionalsocialisti, coniando lo slogan "colpite i fascisti ovunque li incontriate!" (Schlagt die Faschisten, wo Ihr sie trefft!).
Neumann fu determinante nella scelta del KPD di sostenere il fallito plebiscito sullo scioglimento del Landtag prussiano del 9 agosto 1931, indetto su iniziativa delle destre, nel tentativo di farne un "plebiscito rosso". Fu coinvolto con Hans Kippenberger nell'assassinio di Paul Anlauf e Franz Lenck, compiuto lo stesso 9 agosto. La sua compagna Margarete Buber-Neumann nella sua autobiografia nega però che Neumann fosse coinvolto in questi omicidi politici, scrivendo: «Heinz Neumann era avverso al terrorismo individuale, non aveva nulla a che fare con l'apparato terroristico del partito e inoltre, proprio in questo periodo, si trovava in una situazione di profonda tensione nei confronti del Comintern».
Nel 1931 iniziò a sviluppare divergenze con Stalin e Thälmann, che portarono a reciproche accuse di non contrastare adeguatamente il Partito Nazista. Buber-Neumann riferisce di un incontro che Neumann avrebbe avuto con Stalin alla fine del 1931: «Nel corso di questo incontro [...] Heinz tentò di difendere la sua politica basandosi sul fatto che la minaccia nazista si faceva sempre più seria. Stalin lo interruppe e gli chiese: "Non crede anche lei, Neumann, che se i nazionalisti andassero al potere in Germania, sarebbero tanto occupati con l'occidente da permetterci di edificare il socialismo in tutta tranquillità?"».
Neumann fu anche una figura centrale nelle convergenze politiche tra il KPD e l'NSDAP in funzione antisistema e antisocialdemocratica. Il militante del KPD Georg Schwarz, in uno scritto del 1933 dedicato alla «bancarotta» del partito, riporta che Neumann, durante un incontro con i nazionalsocialisti presieduto da Joseph Goebbels, cercò di attrarre i militanti dell'NSDAP proponendo loro di attaccare il capitalismo occidentale insieme all'Armata Rossa. Secondo Schwarz, Neumann disse: «Giovani socialisti! Combattenti coraggiosi per la nazione: i comunisti non vogliono una lotta fratricida con i nazionalsocialisti».

### Caduta, esilio ed esecuzione
Nel 1932 la lotta di potere interna al KPD tra la corrente di "sinistra" di Neumann e Remmele e la maggioranza del Politburo che faceva capo a Thälmann volse in favore di quest'ultima, cosicché in maggio Neumann fu deposto e deportato a Mosca perdendo anche il suo seggio al Reichstag dopo le elezioni di novembre. Dopo il XII Plenum del Comitato esecutivo tenutosi in agosto, la conferenza del KPD che si riunì in ottobre formulò una parziale autocritica circa la linea politica adottata fino ad allora e attribuì tutti gli errori alla corrente di Neumann.
In merito alla condanna espressa dalla conferenza del KPD contro Neumann, il numero del novembre 1932 dei Cahiers du Bolchévisme, rivista del Partito Comunista Francese, riportò:
La conferenza ha condannato severamente Neumann e considerato insoddisfacente la dichiarazione con cui egli ammetteva i suoi errori.
La conferenza ha assicurato l'unità ancora più salda del partito intorno al suo Comitato centrale, con il compagno Thälmann in testa.»
Inizialmente espatriato in Spagna nell'agosto 1933, dopo che il suo nome comparve nella prima lista di espatriati del Reich tedesco di quell'anno, successivamente andò in Svizzera, dove durante il suo soggiorno illegale fu accusato di aver tentato di dividere il partito insieme a Remmele. Arrestato dalla polizia svizzera a Zurigo alla fine del 1934, rimase in prigione per sei mesi, prima di venire espulso in Unione Sovietica nel 1935. Fu arrestato nella notte tra il 26 e il 27 aprile 1937 e da quel momento la compagna non seppe più nulla di lui. Il 26 novembre dello stesso anno fu condannato a morte dal Collegio Militare della Corte suprema dell'Unione Sovietica e fucilato lo stesso giorno.
In seguito alla scomparsa di Heinz, nel 1940 la sua compagna Margarete Buber-Neumann venne arrestata ed estradata nella Germania nazista dalle autorità sovietiche. Nella prima parte della sua autobiografia, racconta i suoi anni con Heinz Neumann, il tempo trascorso insieme a Berlino, in Unione Sovietica, in Spagna, in Svizzera e infine il ritorno a Mosca.
Neumann era legato a un altro esponente di spicco del KPD, Willi Münzenberg, la cui compagna Babette Gross era la sorella maggiore di Margarete.

## Valutazioni storiografiche
Nella recensione alla biografia di Willi Münzenberg pubblicata nel 1967 dalla vedova Babette Gross, Enzo Collotti scrisse che nella Repubblica Democratica Tedesca si parlava «il meno possibile» di Neumann e che appariva lontana una sua «collocazione che non [fosse] meramente quella di un comodo bersaglio polemico nella storiografia sulla KPD». Collotti inoltre commentò:
Davis William Daycock rileva che in scritti di Pieck e di Thälmann successivi all'avvento al potere di Hitler nel 1933, «Neumann fu accusato di aver sottovalutato la portata dei successi elettorali nazisti. La valutazione espressa da Thälmann dopo le elezioni del settembre 1930, secondo cui la vittoria nazista avrebbe rappresentato il "giorno migliore di Hitler" [nel senso che in futuro non ne avrebbe avuti di migliori, ndr], fu falsamente attribuita a Neumann. Niente illustra meglio di questo lapsus il fatto che tanto Neumann quanto Thälmann avevano condiviso il cosiddetto errore di sottovalutare Hitler e che lo avevano fatto con la piena conoscenza e il sostegno del Comintern e di Stalin». A Neumann furono inoltre addebitate un'erronea applicazione della linea della "rivoluzione popolare" e un'eccessiva enfasi sulla necessità di attrarre gli elettori piccolo borghesi dei nazisti facendo leva sui loro sentimenti nazionalisti, laddove anche Thälmann aveva insistito allo stesso modo sullo slogan della "rivoluzione popolare" e sulla propaganda nazionalista.

## Opere
- Die vaterländischen Mörder Deutschlands. Bayern in der kleinen Entente. Das Ergebnis des Münchener Hochverratsprozesses. Berlino 1923 (insieme a Karl Frank).
- Maslows Offensive gegen den Leninismus. Kritische Bemerkungen zur Parteidiskussion. Amburgo 1925.
- Was ist Bolschewisierung? Amburgo 1925.
- Der ultralinke Menschewismus. Berlino 1926.
- J. W. Stalin. Amburgo 1930.
- Durch rote Einheit zur Macht. Heinz Neumanns Abrechnung mit der Politik des sozialdemokratischen Parteivorstandes. Berlino 1931.
- Luís Carlos Prestes, der Freiheitsheld von Brasilien. Mosca 1936.